# Пеньяранда-де-Дуеро
Пеньяранда-де-Дуеро (ісп. Peñaranda de Duero) — муніципалітет в Іспанії, у складі автономної спільноти Кастилія-і-Леон, у провінції Бургос. Населення — 587 осіб (2010).
Муніципалітет розташований на відстані близько 140 км на північ від Мадрида, 75 км на південь від Бургоса.

## Демографія
Динаміка населення (INE ):

## Галерея зображень

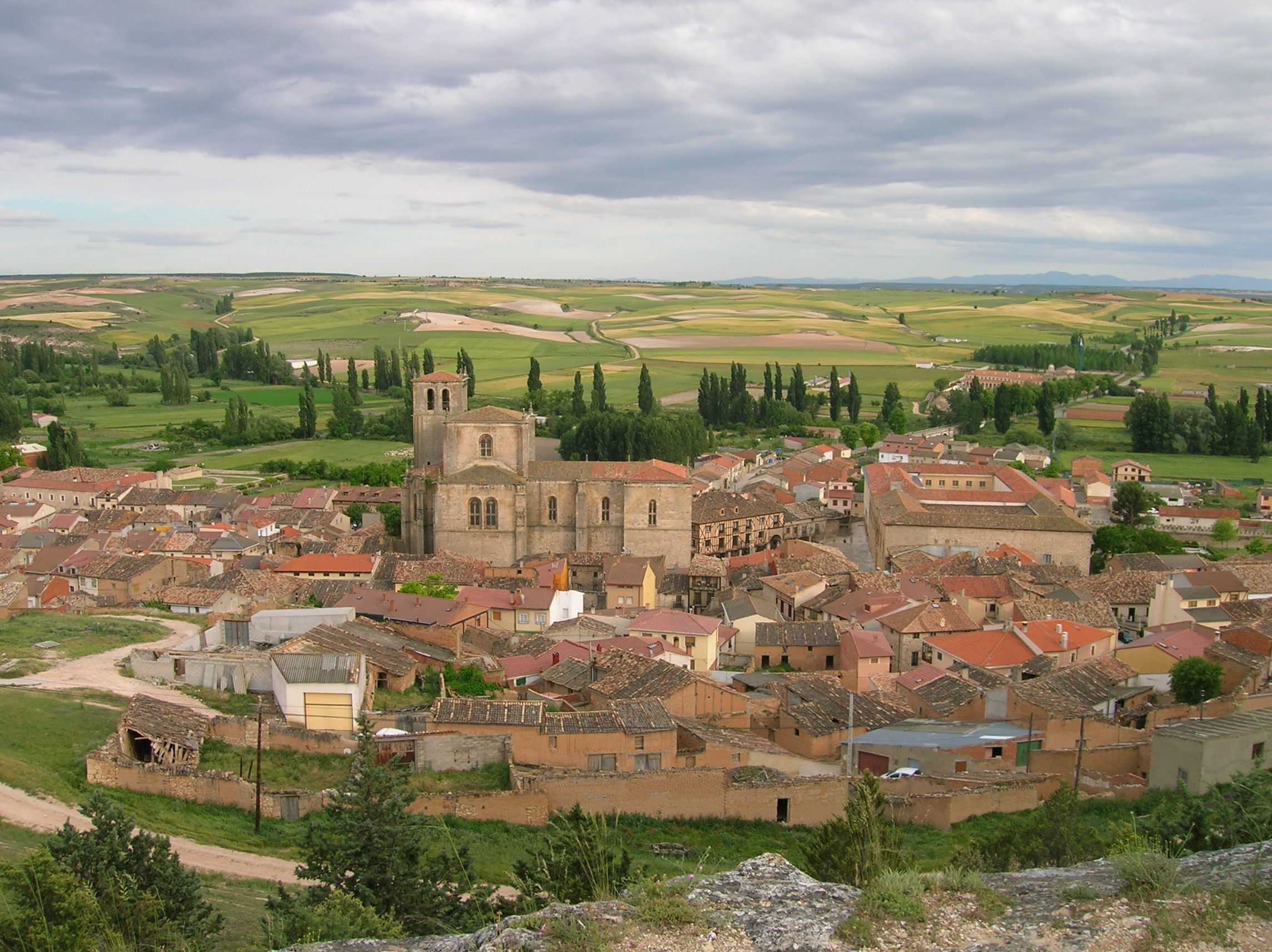
Пеньяранда